# Xiangyang (Jiamusi)
Xiangyang (chinesisch 向阳区) ist ein Stadtbezirk der bezirksfreien Stadt Jiamusi in der nordostchinesischen Provinz Heilongjiang. Er hat eine Fläche von 38 km² und zählte im Jahre 2014 etwa 234.000 Einwohner in 72.241 Haushalten. Die Bevölkerungszählung des Jahres 2000 hatte eine Gesamtbevölkerung von 113.414 Personen in 32.801 Haushalten ergeben, davon 55.075 Männer und 58.339 Frauen.
Xiangyang stellt praktisch das Zentrum des urbanen Raumes von Jiamusi dar. Die Wirtschaftsleistung des Jahres 2016 betrug etwa 4,2 Milliarden Yuan, die zu 79 % im Dienstleistungssektor entstanden.

## Administrative Gliederung
Auf Gemeindeebene setzt sich der Stadtbezirk per Ende 2018 aus sechs Straßenvierteln zusammen. Diese sind Xilin (西林街道),  Baowei (保卫街道), Qiaonan (桥南街道), Xinangang (西南岗街道), Jianshe (建设街道) und Chang’an (长安街道).